# Air-France-Flug 447
Der Air-France-Flug 447 (AF 447) war ein Linienflug der Air France von Rio de Janeiro nach Paris, bei dem in der Nacht vom 31. Mai zum 1. Juni 2009 ein Airbus A330-203 über dem Atlantik abstürzte. Alle 228 Insassen kamen ums Leben. Es handelt sich um den bisher schwersten Unfall in der Geschichte der Air France und den schwersten Unfall eines Airbus A330. Der Abschlussbericht der Unfalluntersuchung wurde im Juli 2012 veröffentlicht.

## Flugzeug und Besatzung

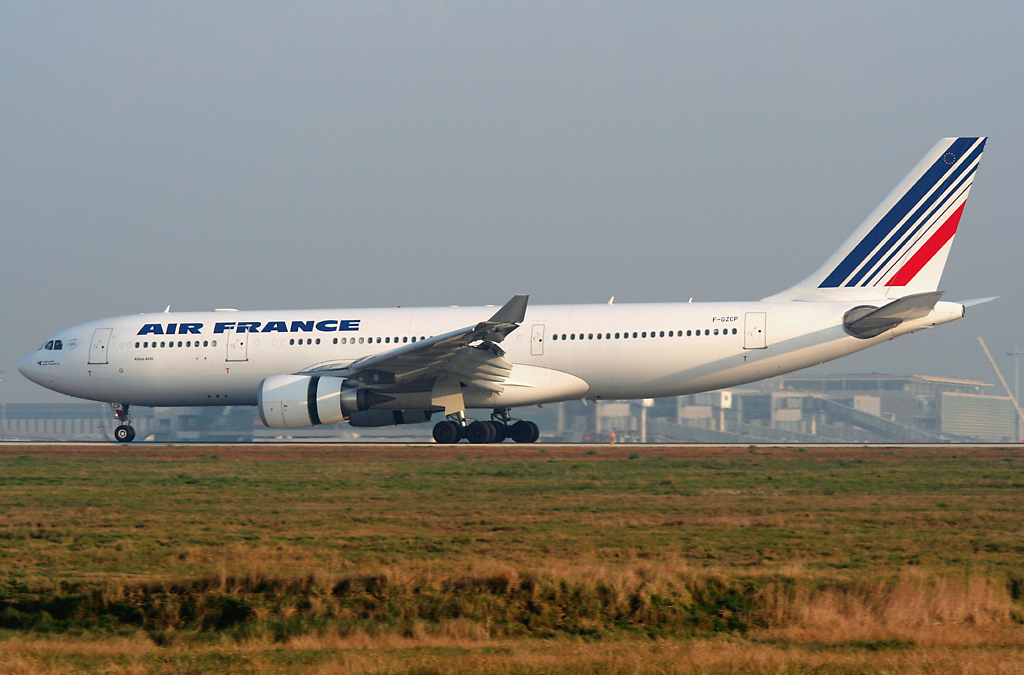
Der verunglückte Airbus A330-203 mit dem Kennzeichen F-GZCP im März 2007 auf dem Flughafen Paris-Charles-de-Gaulle

Bei dem Flugzeug handelte es sich um einen Airbus A330-203, Seriennummer 660, Luftfahrzeugkennzeichen F-GZCP, ausgerüstet mit zwei Triebwerken des Typs General Electric CF6-80E1A3. Seinen Erstflug hatte es am 25. Februar 2005, bis zum Unfall hatte es rund 18.870 Flugstunden absolviert. Die letzte größere Wartung fand am 16. April 2009 statt.
Am 17. August 2006 war das Flugzeug an einem Zwischenfall am Boden beteiligt, als es auf dem Flughafen Paris-Charles-de-Gaulle gegen einen Airbus A321 rollte. Der A330 wurde dabei nur geringfügig beschädigt.
Auf dem Unfallflug waren 216 Passagiere, neun Flugbegleiter und insgesamt drei Piloten an Bord.  Der Kapitän (CPT) Marc Dubois hatte eine Flugerfahrung von rund 11.000 Flugstunden (rund 1.800 davon als Kapitän auf A330), der stellvertretende Kapitän (Senior First Officer SFO) David Robert verfügte über 6.600 (davon 4.500 auf A330) und der erste Offizier (FO) Pierre-Cedric Bonin rund 3.000 Stunden (davon rund 800 auf A330). Es war geplant, dass CPT und FO den ersten Flugabschnitt bestreiten, der CPT im Reiseflug vom SFO abgelöst wird und eine Ruhepause einlegt, um auf dem  letzten Flugabschnitt vor der Landung den FO abzulösen. Der Unfall ereignete sich nach der ersten Ablösung, so  dass nur SFO und FO im Cockpit waren, während der CPT sich im Ruhebereich aufhielt und erst nach Eintreten der Krisensituation ins Cockpit zurückkehrte.  Dies ist ein allgemein übliches Vorgehen. Der FO war zudem als „Pilot Flying (PF)“ eingeteilt und steuerte das Flugzeug, während zunächst der CPT und dann der SFO als „Pilot Non Flying (PNF)“ agierte und sämtliche Systeme überwachte. Auch dies ist ein übliches Verfahren.

## Flugverlauf

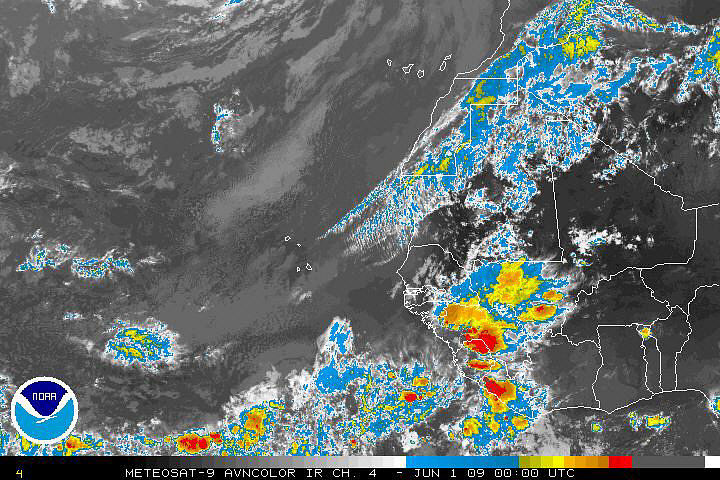
Satellitenbild des östlichen Atlantiks vom 1. Juni 2009, 0:00 Uhr. Gebiete mit hoher Niederschlagsmenge sind rot, mit geringer Niederschlagsmenge blau dargestellt.

Das Flugzeug startete am 31. Mai 2009 um 19:03 Uhr Ortszeit (22:03 UTC) vom Flughafen Rio de Janeiro-Antônio Carlos Jobim mit Ziel Flughafen Paris-Charles-de-Gaulle, auf dem es um 11:15 Uhr Ortszeit (09:15 UTC) eintreffen sollte. Das Flugzeug flog in eine Gegend mit bekannten schweren Gewittern, wie sie in der innertropischen Konvergenzzone üblich sind. Hätte das Flugzeug einen Umweg geflogen, um dem Wetter auszuweichen, so hätte es womöglich den Direktflug nach Paris nicht geschafft, sondern zwischenlanden müssen. Um 01:50 UTC verließ die Maschine nördlich der Inselgruppe Fernando de Noronha den Abdeckungsbereich des brasilianischen ATC-Radars. Innerhalb der nächsten 10 Minuten überließ der Kapitän seinen Platz und seine Rolle als beisitzender und nicht aktiv steuernder Pilot dem ersten Kopiloten, während der zweite Kopilot wie seit dem Start das Flugzeug flog.
Zwischen 02:10 und 02:14 UTC übermittelte das Flugzeug über ACARS 24 automatisch generierte Wartungsmeldungen an die Zentrale von Air France. Die Analyse dieser Meldungen ergab, dass die meisten als Folge von Widersprüchen zwischen den verschiedenen Geschwindigkeitsmesssystemen gedeutet werden können. Aufgrund der unterschiedlichen Messwerte wurde unter anderem der Autopilot um 02:10:05 UTC durch den Bordcomputer deaktiviert, und die Steuerungscomputer schalteten um auf „Alternate Law“. In diesem Modus sind bestimmte automatisierte Schutzfunktionen (engl.: Protections) nicht mehr aktiv.
Neben Korrekturen um die Rollachse hatte der steuernde Pilot in den ersten Sekunden auch den Anstellwinkel erhöht, schon innerhalb dieser ersten Sekunden ertönte zweimal eine Warnung vor Überziehen aus der Überziehwarnanlage. Beide Piloten waren in der Folge mit dem Versuch beschäftigt, die Fehlermeldungen der Anzeigen zu analysieren. Innerhalb der ersten 30 Sekunden stellte der nichtfliegende Pilot ein Steigen fest und forderte den fliegenden Piloten auf, zu sinken. Die Steigrate nahm darauf etwas ab, das Flugzeug befand sich jedoch weiterhin im Steigflug und war schon um 2.000 Fuß auf 37.000 Fuß gestiegen.
Die ausgefallene Geschwindigkeitsanzeige war nach 29 Sekunden wieder etabliert; nach deren Angabe hatte das Flugzeug in den 31 Sekunden seit dem Ausfall des Autopiloten um rund 50 Knoten an Geschwindigkeit eingebüßt. 11 Sekunden später wurde der Schub leicht reduziert, weitere 4 Sekunden später ertönte die Überziehwarnung andauernd. Der Schub wurde auf TOGA eingestellt, gleichzeitig stieg der Anstellwinkel. Das Höhenleitwerk bewegte sich innerhalb einer Minute bis auf +13°, wo es bis zum Ende des Fluges verblieb.
Etwa 60 Sekunden nach dem Abschalten des Autopiloten befand sich das Flugzeug aufgrund seiner Höhe und Geschwindigkeit in einem Bereich außerhalb eines möglichen sicheren Betriebs; es kam zu einem Strömungsabriss. Etwa 90 Sekunden nach dem Ausfall des Autopiloten übernahm der bis dahin nicht steuernde Pilot das Steuer („Controls to the left“), was nicht bestätigt wurde, und der rechts sitzende Pilot übernahm fast augenblicklich wieder die Steuerung. 5 Sekunden später kam der Kapitän in das Cockpit zurück. Zu diesem Zeitpunkt sank das Flugzeug mit einer Sinkgeschwindigkeit von 10.000 Fuß pro Minute, also 50 Meter pro Sekunde. Der Anstellwinkel gegenüber dem Luftstrom betrug +40° und entsprach damit immer noch einer extrem steilen Fluglage mit der Nase nach oben (zum Vergleich: beim Starten liegt der Wert gewöhnlich bei +15° bis maximal +20°).
Die Situation blieb für alle drei Piloten unklar; erst 2 Minuten nach seiner Rückkehr ins Cockpit bemerkte der Kapitän, dass der fliegende Kopilot das Höhenruder die ganze Zeit bis an den Anschlag gezogen hatte. Die letzte ACARS-Meldung wurde um 02:14 UTC abgesetzt und betraf den Luftdruck in der Kabine. Gemäß einer Pressemitteilung der französischen Untersuchungsbehörde für Sicherheit der zivilen Luftfahrt (BEA) wurde die letzte bekannte Position um 02:10 UTC über ACARS übermittelt. Extrapoliert man den Flugweg, so ergibt sich für den Zeitpunkt der letzten Fehlermeldung die Position 4° N, 30° W. Die nächste Positionsmeldung bei der Bezirkskontrolle wäre um 02:20 UTC fällig gewesen, blieb jedoch aus. Der mitgeführte Treibstoff hätte bis circa 11:00 UTC gereicht.

## Suchaktion

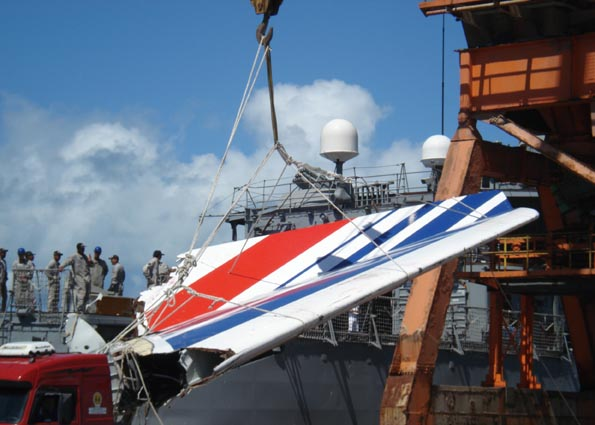
Das Seitenleitwerk der Maschine konnte geborgen werden

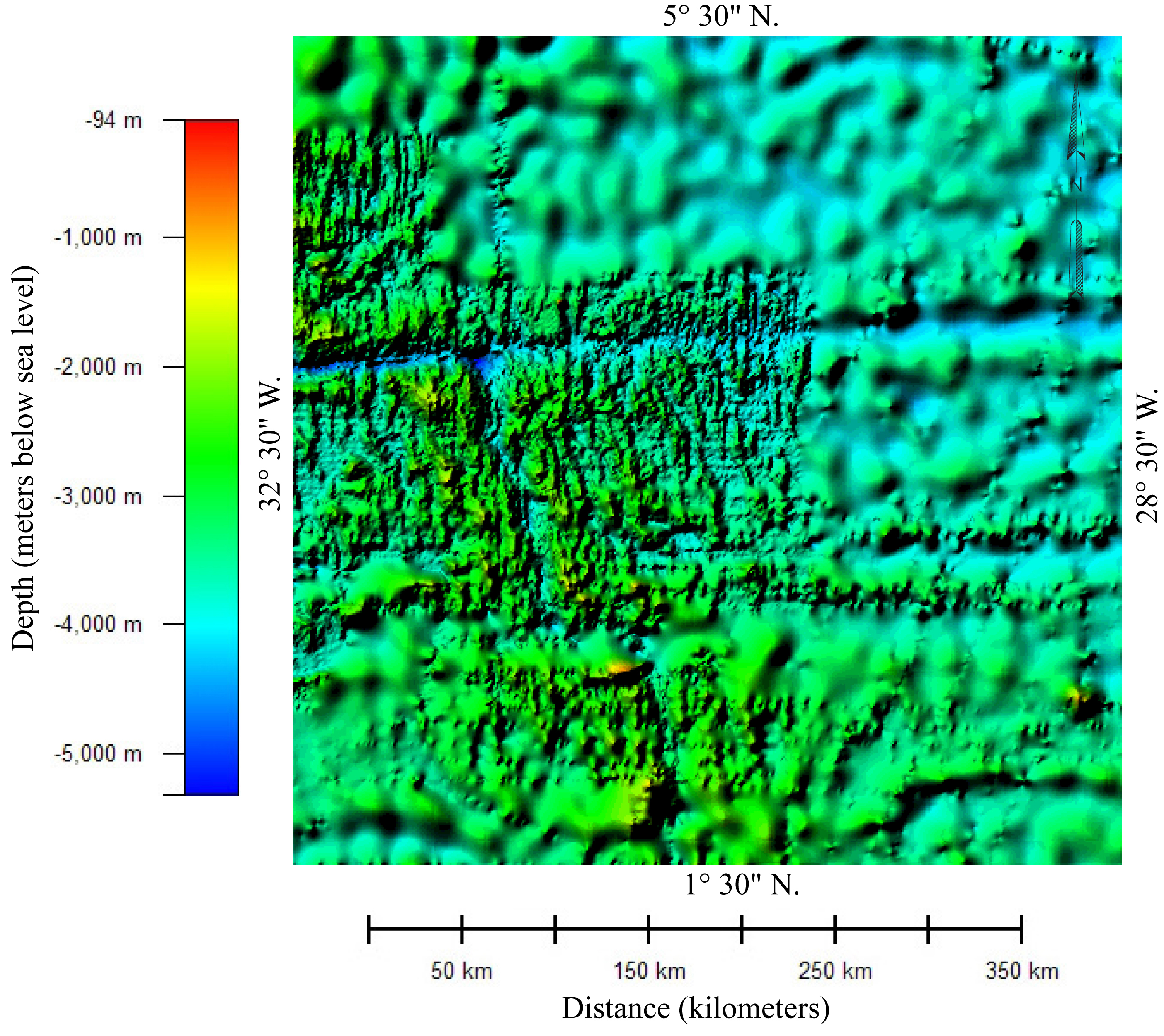
Meerestiefe in der Umgebung der Absturzstelle

Die brasilianische Luftwaffe beorderte zwei in Salvador und Recife stationierte Flugzeuge (Embraer EMB 110 Bandeirante und Lockheed C-130 Hercules) zur Suche in das Gebiet des Archipels Fernando de Noronha, die von dessen Flughafen aus Flüge zur ca. 550 Kilometer entfernten Absturzstelle durchführten. Die Fregatte Constituição und die Korvette Caboclo wurden ebenfalls in die Region entsandt. Das brasilianische Patrouillenboot Grajaú erreichte als erstes Schiff die vermutete Absturzstelle. Frankreich beteiligte sich mit einem Langstrecken-Seeaufklärer vom Typ Breguet Atlantic von Dakar aus. 

### Erste Suchphase
Ein französisches AWACS-Aufklärungsflugzeug vom Typ E-3 Sentry überflog am 3. Juni die Region, um mit dem Radarsystem mögliche Wrackteile und andere Spuren des Absturzes zu kartografieren. Frankreich entsandte darüber hinaus das Forschungsschiff Pourquoi Pas ?, das mit dem bemannten Tiefsee-U-Boot Nautile und dem ferngesteuerten Tiefseeroboter Victor 6000 in bis zu 6000 Metern Tiefe den Meeresboden untersuchen kann. Außerdem waren ab dem 10. Juni 2009 der Hubschrauberträger Mistral und das Atom-U-Boot Émeraude der französischen Marine vor allem zur Unterstützung der Suche nach dem Flugschreiber (Flug-Daten-Recorder; FDR) vor Ort gewesen. Die USA sandten einen Seeaufklärer Lockheed P-3 Orion von Honduras aus in das Gebiet, der die Suche im Atlantik unterstützte. Am 8. Juni wurden von der US-Marine noch zwei hochsensible Ortungssysteme zum Aufspüren der Flugschreibersignale zur Verfügung gestellt.
Der Flugschreiber, die „Black Box“, sendete für mindestens 30 Tage ein akustisches Signal aus, um seine Ortung mittels Sonargeräten zu ermöglichen. Der Absturz erfolgte in der Gegend des Mittelatlantischen Rückens, eines unterseeischen Gebirges. Die Meerestiefe schwankt in der Gegend des Absturzes zwischen etwa 1500 und 4500 Meter (vgl. Grafik). Die Reichweite der Schallsignale beträgt im Wasser etwa 2000 Meter, allerdings ist der Meeresgrund dort stark zerklüftet, was je nach Lage des Flugschreibers die Ausbreitung der Schallsignale erheblich behindern kann.
Am 6. Juni wurden als erste Spuren des Absturzes zwei männliche Leichen sowie vom Flugzeug stammende Wrackteile (unter anderem das Seitenleitwerk) und Gepäckstücke gefunden. Am 26. Juni wurde die Suche eingestellt, nachdem neun Tage lang keine neuen Wrackteile oder Leichen gefunden worden waren. Insgesamt wurden 51 Leichen und über 600 Wrackteile geborgen. Die Black Box sendete nach Berechnungen der Unfallermittler vermutlich bis zum 10. Juli 2009 akustische Signale. Die Suche nach den Flugschreibern mit U-Booten und Tauchrobotern wurde aus diesem Grund am 11. Juli eingestellt.

### Zweite Suchphase

Sitzplan, aus dem der Sitz der Passagiere hervorgeht, deren Leichen 2011 gefunden wurden

Die zweite Suchphase nach Wrack und Flugschreiber wurde Ende August 2009 vorerst eingestellt. Frankreich hatte andere Länder um deren Mithilfe bei der Aufklärung gebeten.

### Dritte Suchphase
Die dritte Suchphase mit Experten aus Frankreich, Großbritannien, Deutschland, Brasilien, Russland und USA war für die Dauer von 60 Tagen geplant und sollte im Februar 2010 starten; der Start wurde jedoch aufgrund administrativer und technischer Probleme um einige Wochen verzögert. Die Suchaktion war mit einem Budget von etwa 10 Mio. Euro die teuerste Suchaktion der BEA und eine der aufwendigsten je durchgeführten Unterwasser-Suchaktionen. Für die dritte Suchphase war das Operationsgebiet von ursprünglich 17.000 auf nur noch 2000 Quadratkilometer eingegrenzt worden. Da der Ozean im Operationsgebiet aber bis zu 4000 Meter tief und der Meeresgrund stark zerklüftet ist, wurde von teilnehmenden Experten schon im Vorfeld nicht ausgeschlossen, dass die Suchphase verlängert werden müsse, was Ende April 2010 von der BEA bestätigt wurde.
Die Suche erfolgte im Zeitraum vom 2. bis 25. April 2010 sowie vom 3. bis 24. Mai 2010. An der Suchaktion beteiligten sich das US-amerikanische Schiff Anne Candies des Unternehmens Phoenix International, ausgestattet mit dem Tiefseeroboter der U.S. Navy Supervisor of Salvage and Diving (SUPSALV) CURV 21 und dem Deep-Towed–Sonargerät ORION, sowie das norwegische Schiff Seabed Worker, ausgerüstet mit den drei AUVs REMUS 6000 und dem Roboter Triton XLX 4000. Am 6. Mai 2010 teilte die BEA mit, dass bei einer erneuten Auswertung der im Sommer 2009 von der Émeraude gesammelten Daten die Position der Black Box auf ein fünf Quadratkilometer großes Gebiet eingegrenzt werden konnte. Nach 6300 durchsuchten Quadratkilometern endete die Suche jedoch erfolglos.

### Vierte Suchphase
Am 18. März 2011 begann eine weitere Suchphase, während derer mit autonomen Tauchrobotern in drei Etappen zu je 36 Tagen systematisch ein Gebiet von 10.000 Quadratkilometern abgesucht werden sollte. Für die Suche stellten Airbus und Air France zusammen 9,2 Millionen Euro bereit. Das Forschungsschiff Alucia fuhr dafür von Seattle in den USA über den Panama-Kanal nach Suape im brasilianischen Bundesstaat Pernambuco, wo es Anfang März eintraf. Mit an Bord waren drei unbemannte torpedoförmige Tieftauchfahrzeuge vom Typ REMUS 6000, die vom Waitt Institute for Discovery aus La Jolla in Kalifornien und vom Kieler Leibniz-Institut für Meereswissenschaften stammen und eine Tauchtiefe von bis zu 6000 Metern erreichen.
Am 3. April 2011 wurde in rund 4000 Meter Meerestiefe auf einer ebenen Stelle des Meeresbodens ein größeres Trümmerfeld gefunden, bei dem es sich offenbar um das Hauptwrack des verunglückten Flugzeugs handelte. Neben Teilen des Rumpfs, der Tragflächen, Triebwerke und Fahrgestelle wurden auch Leichen gefunden. Am 14. April 2011 meldeten die Medien mit Berufung auf die BEA, dass bei der Auswertung der Roboterbilder die Heckteile des Jets lokalisiert worden seien. Die Flugschreiber sind im Heck des Flugzeugs untergebracht.

### Fünfte Suchphase
Für die Suche nach den Flugschreibern wurde der Kabelleger Île de Sein mit dem Tauchroboter (ROV) Remora 6000 an die Fundstelle gebracht. Am 27. April 2011 teilte die BEA mit, dass bereits beim ersten Tauchgang der Remora 6000 das Chassis des Flugdatenschreibers (Flight Data Recorder, FDR) gefunden worden sei. Allerdings fehle das Speichermodul (Crash Survivable Memory Unit), das die aufgezeichneten Daten enthält.
Am 29. April 2011 teilte die BEA mit, dass das im hinteren Teil des Flugzeugs befindliche Hilfstriebwerk (APU) gefunden worden sei. Überdies gab die BEA an, dass der Bug und das Heck des Flugzeugs in Einzelteile auseinandergebrochen seien und diese verstreut umherlägen. Versuche, diese Teile zu bergen, würden vorläufig nicht unternommen, da das Auffinden der Flugschreiber Priorität habe.
Schon zwei Tage später, am 1. Mai 2011, konnte das Speichermodul des Flugdatenschreibers entdeckt und geborgen werden, am folgenden Tag ebenso der Stimmenrekorder (Cockpit Voice Recorder; CVR).
Am 16. Mai teilte die BEA mit, dass die Daten beider Flugschreiber ausgelesen werden konnten. Am 3. Juni wurden die Bergungsarbeiten an der Unfallstelle eingestellt.

## Unfallursache

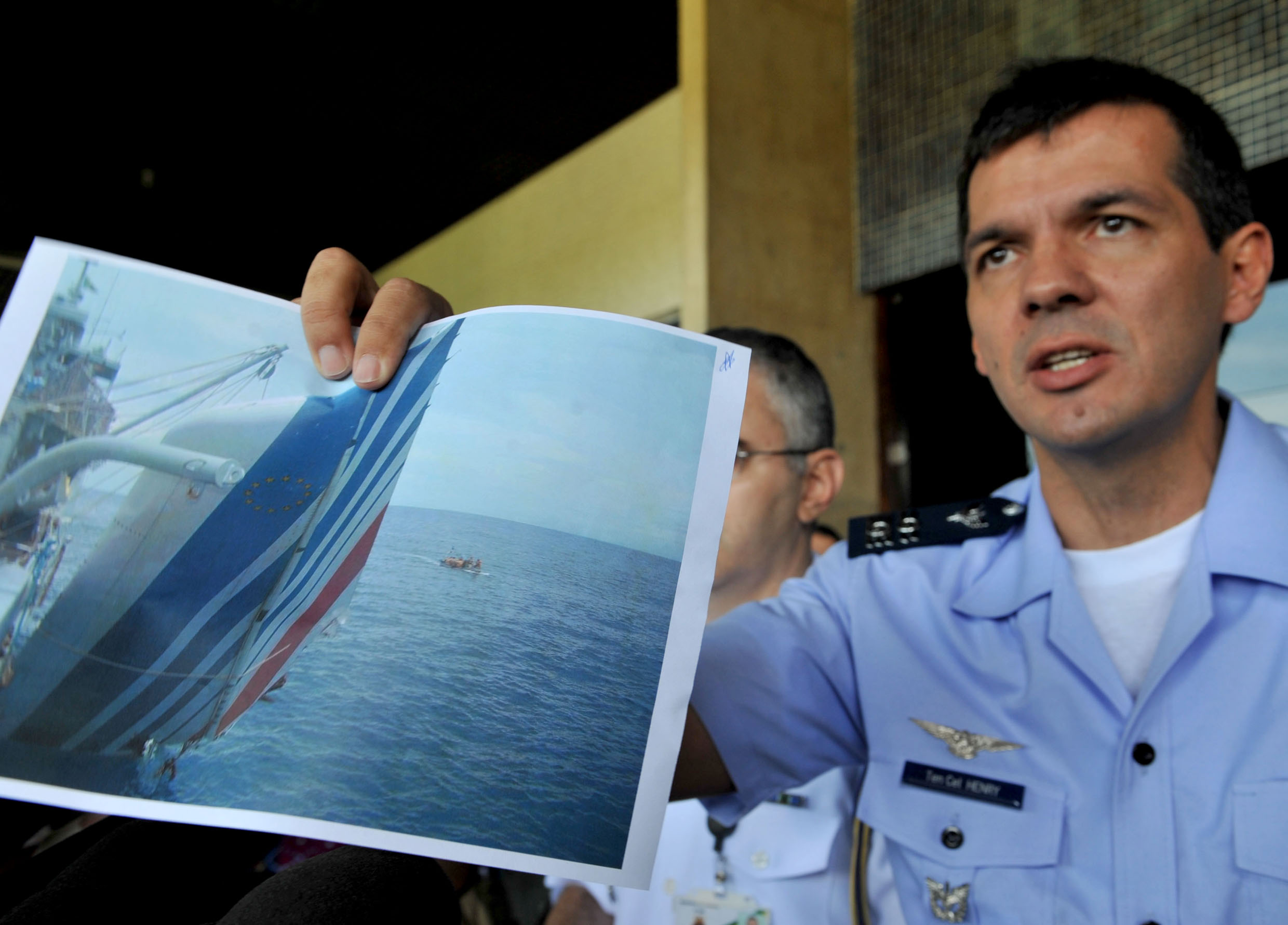
Oberstleutnant Henry Munhoz zeigt ein Foto von der Bergung des Seitenleitwerks

### Zwischenberichte vor dem Fund der Datenschreiber
Am 2. Juli 2009 veröffentlichte die BEA den ersten Zwischenbericht und am 17. Dezember 2009 einen zweiten. Darin wurde festgehalten, dass die Unfallursache ungeklärt sei. Die zum Zeitpunkt der Veröffentlichung des zweiten Zwischenberichts vorliegenden Untersuchungsergebnisse ließen folgende vorläufige Schlüsse zu:
- Das Flugzeug war bis zum Aufschlag auf dem Wasser weitgehend intakt. Ob eventuell kleine Beschädigungen vorhanden waren, ließ sich nicht mehr feststellen.
- Das Flugzeug schlug in nahezu horizontaler Lage auf dem Wasser auf, mit der Nase leicht über dem Horizont und ohne Querneigung.
- Das Flugzeug schlug mit hoher Vertikalgeschwindigkeit auf dem Wasser auf.
- Das Flugzeug befand sich in Reiseflugkonfiguration.
- Vor dem Aufschlag gab es keinen Druckabfall in der Kabine.
- Es wurden keine Vorbereitungen für eine Wasserung getroffen.

### Abschlussbericht

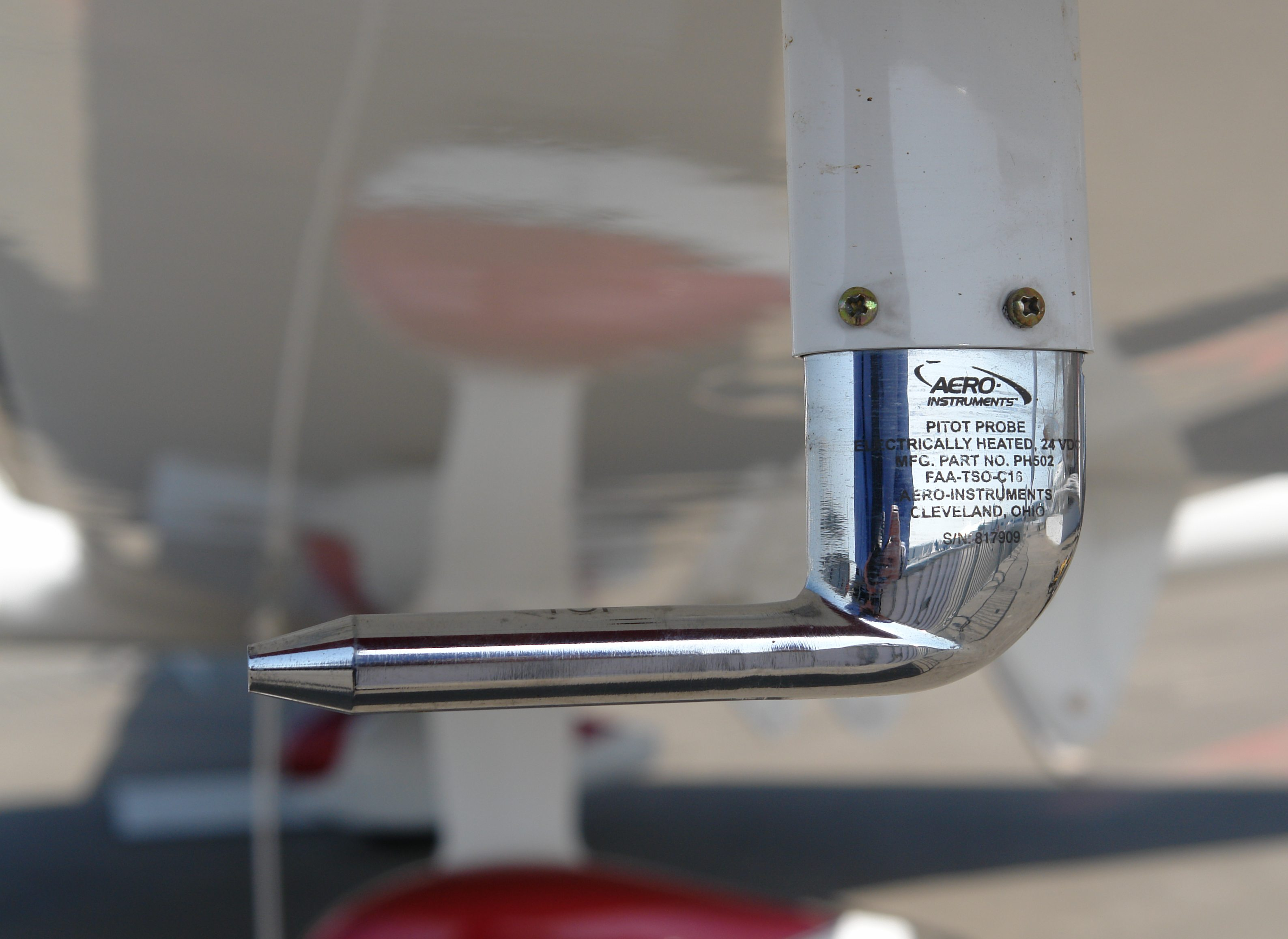
Eine Pitot-Sonde

Im Jahr 2011 konnten die Flugdatenschreiber ausgelesen werden. Der Abschlussbericht der Unfalluntersuchung wurde im Juli 2012 veröffentlicht; dieser kam zu folgenden Schlussfolgerungen:
Für den Unfall waren folgende Ereignisse ursächlich:
Die Pitot-Sonden, welche hauptsächlich für die Messung der Fluggeschwindigkeit verantwortlich sind,  fielen zeitweise aus. Als wahrscheinliche Ursache gilt Verstopfung durch Eiskristalle. Als Folge schaltete sich der Autopilot ab, und die Flugsteuerung schaltete in den Modus „Alternate Law“ um. Die Pitot-Sonden sind mit automatisch reagierenden Heizelementen ausgestattet, welche Vereisung verhindern sollen. Durch Versuche konnte festgestellt werden, dass bei plötzlichem starken Temperaturabfall Eisbildung dennoch eintreten kann, wobei das Eis sehr bald von der Heizung wieder abgeschmolzen wird. Bisher wurde der dadurch nur kurzzeitige Ausfall der Sonden nicht als kritisch angesehen, da eine korrekt reagierende Crew eine solche Situation problemlos meistern kann.
Obwohl die Piloten die Sidesticks nicht betätigten, rollte das Flugzeug innerhalb von zwei Sekunden um 8,4° nach rechts. In der folgenden Minute waren die Piloten vollständig davon in Anspruch genommen, das Flugzeug unter Kontrolle zu halten. Die Steuermanöver der Piloten waren in Anbetracht des Flugmodus „Alternate Law“ und der Flughöhe jedoch unangemessen und überzogen und bestanden in erster Linie aus einem Hochziehen des Flugzeugs. Dies kann durch mangelndes Training erklärt werden, wie dieses Flugzeug manuell in großer Höhe im Modus „Alternate Law“ geflogen werden muss. Erschwerend kam der Überraschungseffekt hinzu, plötzlich mit dieser Situation konfrontiert zu sein. Da das Abschaltsignal des Autopiloten eindringlicher war als das Signal, das den Verlust der Geschwindigkeitsanzeige kennzeichnet, suchten die Piloten zunächst instinktiv nach der Ursache des Abschaltens des Autopiloten und nahmen das Signal, das den Verlust der Geschwindigkeitsanzeigen markierte, möglicherweise nicht wahr. Die erste von der Überziehwarnanlage ausgegebene Warnung wurde von keinem der beiden Piloten als solche ernst genommen. Diese Reaktion konnte auch in ähnlichen Situationen bei anderen Piloten beobachtet werden.
In großer Flughöhe können schon geringe Änderungen der Flugparameter zu einem Überziehen führen.
Die Besatzung reagierte auf den signalisierten Verlust der Geschwindigkeitsanzeige nicht mit der dafür vorgesehenen Prozedur.
Keiner der beiden bemerkte den überzogenen Flugzustand auf Anhieb, und als der PNF den PF darauf hinwies, erfolgte die Korrektur zu zögerlich, und nicht in ausreichendem Maße, so dass unbemerkt blieb, dass das Flugzeug sich weiterhin in einer kritischen Fluglage außerhalb der gewöhnlichen Normen für einen sicheren Reiseflug befand. Ebenso unbemerkt blieb das Umschalten der Steuerung in den Alternate Law.
In diesem Modus kann das Flugzeug deutlich weiter in den Grenzbereich geflogen werden, ohne weitere Systemwarnungen auszulösen. So kam es zum Strömungsabriss und damit zu einem stetigen Höhenverlust. Da die Lage nicht vollständig erfasst wurde, unterblieben Aktionen, die es ermöglicht hätten, diesem entgegenzuwirken.
Als Erklärung hierfür wird die Kombination der folgenden Faktoren angegeben:
Die Piloten erkannten nicht, dass sie dem bei Geschwindigkeitsanomalien anzuwendenden Verfahren nicht folgten, und konnten daher auch keine Abhilfe schaffen. Die für die Sicherheit zuständigen Stellen hatten in ihrem Gefahrenmodell das Risiko, das aus einer Vereisung der Pitot-Sonden erwächst, und die damit verbundenen Konsequenzen nicht ausreichend berücksichtigt. Es fehlte eine Ausbildung für manuelle Steuerung in großer Höhe und wie auf Geschwindigkeitsanomalien zu reagieren ist.
Die Zusammenarbeit zwischen den Piloten wurde gestört, weil die aus dem Abschalten des Autopiloten resultierende Situation nicht verstanden wurde. Daneben führte der aus dem Abschalten des Autopiloten resultierende Überraschungseffekt zu einer hohen emotionalen Belastung der beiden Piloten. Die von den Rechnern identifizierte Unstimmigkeit der Geschwindigkeitssensoren im Cockpit wurde für die Piloten nicht klar erkennbar vermittelt.
Die ausgegebene Überziehwarnung wurde von der Besatzung ignoriert. Dies kann eine Folge mehrerer Umstände sein:
Die Art des akustischen Alarms wurde nicht identifiziert. Alarmsignale am Anfang des Ereignisses wurden als irrelevant betrachtet und nicht beachtet. Daneben fehlten visuelle Informationen, die eine Bestätigung des bevorstehenden Strömungsabrisses nach dem Verlust der Geschwindigkeitsanzeige ermöglicht hätten. Möglicherweise verwechselten die Piloten die vorliegende Flugsituation einer zu niedrigen Geschwindigkeit mit der einer zu hohen Geschwindigkeit, denn die Symptome beider Zustände ähneln einander. Daneben befolgten die Piloten Angaben der Flugkommandoanzeigen, die die Besatzung in ihren Aktionen bestätigten, obwohl sie falsch waren. Die Folgen der Neukonfiguration durch den Wechsel der Steuerelektronik in die sogenannten „Alternate Laws“ ohne jedes Anstellwinkel-Schutzsystem wurden von den Piloten nicht erkannt und verstanden.
| 02:03:44 | Bonin              | Die innertropische Konvergenzzone … OK, nun sind wir drin, zwischen „Salpu“ und „Tasil“. Und dann, ok, sind wir voll drin …                                                               | La convergence inter tropicale… voilà, là on est dedans, entre ‘Salpu’ et ‘Tasil.’ Et puis, voilà, on est en plein dedans…                                               |                    |                    |
| 02:05:55 | Robert             | Ja, wir werden die hinten rufen … um es ihnen trotzdem mitzuteilen, weil … | Oui, on va les appeler derrière… pour leur dire quand même parce que… |                    |                    |
| 02:05:59 | Flugbegleiterin    | Ja? Marilyn hier. | Oui? Marilyn. |                    |                    |
| 02:06:04 | Bonin              | Ja, Marilyn – ich bin es, Pierre von vorne… Sag mir, in zwei Minuten werden wir in ein Gebiet gelangen, wo die Turbulenzen stärker sein werden als jetzt. Ihr müsst dort vorsichtig sein. | Oui, Marilyn, c'est Pierre devant… Dis-moi, dans deux minutes, on devrait attaquer une zone où ça devrait bouger un peu plus que maintenant. Il faudrait vous méfier là. |                    |                    |
| 02:06:13 | Flugbegleiterin    | OK. Sollen wir uns also setzen? | D’accord, on s’assoit alors? |                    |                    |
| 02:06:15 | Bonin              | Nun, ich denke, das wäre nicht schlecht… benachrichtige die Kollegen! | Bon, je pense que ce serait pas mal… tu préviens les copains! |                    |                    |
| 02:06:18 | Flugbegleiterin    | Ja, okay, ich rufe die anderen hinten. Vielen Dank. | Ouais, Ok, j’appelle les autres derrière. Merci beaucoup. |                    |                    |
| 02:06:19 | Bonin              | Aber ich werde dich nochmal anrufen, sobald wir dort wieder raus sind. | Mais je te rappelle dès qu’on est sorti de là. |                    |                    |
| 02:06:20 | Flugbegleiterin    | Okay | Ok |                    |                    |
| 02:06:50 | Bonin              | Schalte die Enteisung an. Das ist immerhin etwas. | Va pour les anti-ice. C’est toujours ça de pris. |                    |                    |
| 02:07:00 | Bonin              | Sieht aus, als wären wir am Ende der Wolkenschicht, das sollte funktionieren. | On est apparemment à la limite de la couche, ça devrait aller. |                    |                    |
| 02:08:03 | Robert             | Du könntest eventuell etwas nach links ziehen. | Tu peux éventuellement le tirer un peu à gauche. |                    |                    |
| 02:08:05 | Bonin              | Entschuldigung? | Excuse-moi? |                    |                    |
| 02:08:07 | Robert             | Du könntest eventuell den Weg etwas weiter links nehmen. Sind wir uns einig, dass wir manuell fliegen?                                                                                    | Tu peux éventuellement prendre un peu à gauche. On est d’accord qu’on est en manuel, hein?                                                                               |                    |                    |
| 02:10:06 | Bonin              | Ich habe die Steuerung. | J’ai les commandes. |                    |                    |
| 02:10:07 | Robert             | Okay. | D’accord. |                    |                    |
| 02:10:07 | Robert             | Was ist das denn? | Qu’est-ce que c’est que ça? |                    |                    |
| 02:10:15 | Bonin              | Wir haben keine korrekte… Wir haben keine korrekte Geschwindigkeitsanzeige. | On n’a pas une bonne… On n’a pas une bonne annonce de vitesse. |                    |                    |
| 02:10:16 | Robert             | Nun haben wir sie also verloren, die, die, die Geschwindigkeiten? | On a perdu les, les, les vitesses alors? |                    |                    |
| 02:10:27 | Robert             | Achte auf deine Geschwindigkeit. Achte auf deine Geschwindigkeit. | Fais attention à ta vitesse. Fais attention à ta vitesse. |                    |                    |
| 02:10:28 | Bonin              | OK, OK, ich gehe wieder in den Sinkflug. | Ok, Ok, je redescends. |                    |                    |
| 02:10:30 | Robert             | Stabilisiere… | Tu stabilises… |                    |                    |
| 02:10:31 | Bonin              | Ja. | Ouais. |                    |                    |
| 02:10:31 | Robert             | Sink wieder… Wir sind dabei weiter zu steigen, ihm zufolge… ihm zufolge steigst du, also sink wieder.                                                                                     | Tu redescends… On est en train de monter selon lui… Selon lui, tu montes, donc tu redescends.                                                                            |                    |                    |
| 02:10:35 | Bonin              | Okay. | D’accord. |                    |                    |
| 02:10:36 | Robert             | Sink wieder! | Redescends! |                    |                    |
| 02:10:37 | Bonin              | Und los geht's, wir sinken wieder. | C’est parti, on redescend. |                    |                    |
| 02:10:38 | Robert             | Vorsichtig! | Doucement! |                    |                    |
| 02:10:41 | Bonin              | Wir sind im… ja, wir sind im „climb“ (Anm.: Steigflug). | On est en… ouais, on est en “climb.” |                    |                    |
| 02:10:49 | Robert             | Verdammt, wo ist er… ähm? | Putain, il est où… euh? |                    |                    |
| 02:10:55 | Robert             | Verdammt! | Putain! |                    |                    |
| 02:11:03 | Bonin              | Ich bin in TOGA, ja? | Je suis en TOGA, hein? |                    |                    |
| 02:11:06 | Robert             | Verdammt, kommt er oder kommt er nicht? | Putain, il vient ou il vient pas? |                    |                    |
| 02:11:21 | Robert             | Wir haben immer noch die Motoren! Was zum Teufel ist da los? Ich verstehe nicht, was da geschieht.                                                                                        | On a pourtant les moteurs! Qu’est-ce qui se passe bordel? Je ne comprends pas ce qui se passe.                                                                           |                    |                    |
| 02:11:32 | Bonin              | Verdammt, ich habe keine Kontrolle mehr über das Flugzeug! Ich habe keine Kontrolle mehr über das Flugzeug!                                                                               | Putain, j’ai plus le contrôle de l’avion, là! J’ai plus le contrôle de l’avion!                                                                                          |                    |                    |
| 02:11:37 | Robert             | Die Steuerung nach links! | Commandes à gauche! |                    |                    |
| 02:11:43 | Kapitän            | Eh… Was macht ihr da? | Eh… Qu’est-ce que vous foutez? |                    |                    |
| 02:11:45 | Bonin              | Wir verlieren die Kontrolle über das Flugzeug! | On perd le contrôle de l’avion, là! |                    |                    |
| 02:11:47 | Robert             | Wir haben die Kontrolle über das Flugzeug völlig verloren. Das ist vollkommen unverständlich… Wir haben alles versucht…                                                                   | On a totalement perdu le contrôle de l’avion… On comprend rien… On a tout tenté…                                                                                         |                    |                    |
| 02:12:14 | Robert             | Was glaubst du? Was glaubst du? Was müssen wir tun? | Qu’est-ce que tu en penses? Qu’est-ce que tu en penses? Qu’est-ce qu’il faut faire?                                                                                      |                    |                    |
| 02:12:15 | Kapitän            | Nun, ich weiß es nicht! | Alors, là, je ne sais pas! |                    |                    |
| 02:13:40 | Robert             | Zieh hoch… zieh hoch… zieh hoch… zieh hoch… | Remonte… remonte… remonte… remonte… |                    |                    |
| 02:13:40 | Bonin              | Aber ich ziehe doch die ganze Zeit über voll hoch! | Mais je suis à fond à cabrer depuis tout à l’heure! |                    |                    |
| 02:13:42 | Kapitän            | Nein, nein, nein… zieh nicht hoch… nein, nein. | Non, non, non… Ne remonte pas… non, non. |                    |                    |
| 02:13:43 | Robert             | Dann geh in den Sinkflug… Also, gib mir die Steuerung… Die Steuerung an mich! | Alors descends… Alors, donne-moi les commandes… À moi les commandes! |                    |                    |
| 02:14:23 | Robert             | Verdammt, wir werden aufschlagen… Scheiße, das ist nicht wahr! | Putain, on va taper… Merde c’est pas vrai! |                    |                    |
| 02:14:25 | Bonin              | Aber was geschieht hier? | Mais qu’est-ce qui se passe? |                    |                    |
| 02:14:27 | Kapitän            | Längsneigung 10 Grad… | 10 degrès d’assiette… |                    |                    |
| 02:14:28 | Ende der Aufnahme. | Ende der Aufnahme. | Ende der Aufnahme. | Ende der Aufnahme. | Ende der Aufnahme. |

### Chesley Sullenbergers Analyse
Chesley Sullenberger, Sachverständiger für Flugunfälle, ist der Ansicht, dass der Unfall in einer Boeing mit geringerer Wahrscheinlichkeit geschehen wäre. Während Airbus seine Cockpits mit Sidesticks ausstattet, verwendet Boeing im Gegensatz dazu klassische Steuerhörner. Diese sind mechanisch miteinander gekoppelt, die Sidesticks bei Airbus jedoch nicht. In einem Cockpit mit Steuerhörnern ist jede Steuereingabe des einen Piloten somit für den anderen Piloten klar sichtbar, überdies wird das Steuerhorn bei jeder Eingabe auch vergleichsweise stark bewegt. Die Aufnahmen des Stimmenrecorders belegen, dass weder der links noch der rechts sitzende Kopilot den überzogenen Zustand des Flugzeugs identifizierten, obwohl 75-mal eine Überziehwarnung ertönte. Um den Fehler des pilot flying zu erkennen, das Flugzeug unaufhörlich zu überziehen, hätte der links sitzende pilot not flying den Sidestick des rechten Piloten im Auge behalten müssen; erschwerend kam hinzu, dass eine vergleichsweise geringe Positionsänderung des Sidesticks ausreicht, um die Ruder von einer neutralen Position zum Vollausschlag zu bringen. Wie die Cockpitaufnahmen zeigen, bemerkte der hinter den Sitzen stehende Kapitän den überzogenen Flugzustand erst 48 Sekunden vor dem Aufschlag, als Bonin ausrief „aber ich ziehe doch die ganze Zeit voll hoch“.

### Einflussfaktoren
Laut einem Artikel von William Langewiesche trug die Überziehwarnanlage des Airbus möglicherweise zu einem Bedienfehler des steuernden Piloten Bonin bei. Bedingt durch den hohen Anstellwinkel lehnte das System die Daten zeitweise als ungültig ab, weshalb nach der Ankunft des Kapitäns im Cockpit die Überziehwarnung vorübergehend stoppte. Jedes Mal, wenn der Pilot die Flugzeugnase richtigerweise senkte, um dem Strömungsabriss zu entkommen, ertönte die Überziehwarnung wieder. Diese negative Verstärkung führte möglicherweise dazu, dass der Pilot das Höhenruder wiederholt hochzog, sofern er die Überziehwarnung überhaupt gehört hatte.
Der ehemalige Air-France-Kapitän Hervé Labarthe merkte an, dass private Gründe, wie zum Beispiel eine vorangegangene Scheidung, zu einer möglichen Ablenkung des Kapitäns vor, während und nach dem Verlassen des Cockpits geführt haben könnten.

## Insassen
An Bord waren 228 Personen: 3 Piloten, 9 Flugbegleiter und 216 Passagiere, davon 126 Männer, 82 Frauen, 7 Kinder und ein Säugling. Sie stammten aus 32 Nationen, darunter: 72 Menschen aus Frankreich, 59 aus Brasilien, 28 aus Deutschland, 6 aus der Schweiz und eine Person aus Österreich. Alle 228 Insassen kamen ums Leben; es handelt sich um den bisher schwersten Unfall in der Geschichte der Air France und den schwersten Unfall eines Airbus A330.
Im Rahmen der ersten Suchphase wurden 51 Leichen von der Meeresoberfläche geborgen und identifiziert, darunter auch die des Flugkapitäns.
Im Rahmen der fünften Suchphase wurden am 5. Mai 2011 zwei Leichen aus dem Wrack geborgen. Nachdem es gelungen war, diese anhand der DNS zu identifizieren, wurde beschlossen, auch die übrigen Leichen zu bergen. Dem Vernehmen nach sollen sich die meisten europäischen Hinterbliebenen gegen, die meisten brasilianischen Hinterbliebenen jedoch für eine Bergung ausgesprochen haben.
| Nationalität           | Passagiere | Crew | Gesamt  |
| ---------------------- | ---------- | ---- | ------- |
| Frankreich             | 61         | 11   | 72      |
| Brasilien              | 58 (57)    | 1    | 59      |
| Deutschland            | 26 (28)    | —    | 26 (28) |
| Volksrepublik China    | 9          | —    | 9       |
| Italien                | 9          | —    | 9       |
| Schweiz                | 6          | —    | 6       |
| Libanon                | 5          | —    | 5       |
| Vereinigtes Königreich | 5          | —    | 5       |
| Ungarn                 | 4          | —    | 4       |
| Norwegen               | 3          | —    | 3       |
| Irland                 | 3          | —    | 3       |
| Slowakei               | 3          | —    | 3       |
| Marokko                | 2          | —    | 2       |
| Polen                  | 2          | —    | 2       |
| Spanien                | 2          | —    | 2       |
| Vereinigte Staaten     | 2          | —    | 2       |
| Argentinien            | 1          | (1)  | 1 (2)   |
| Österreich             | 1          | —    | 1       |
| Belgien                | 1          | —    | 1       |
| Kanada                 | 1          | —    | 1       |
| Kroatien               | 1          | —    | 1       |
| Dänemark               | 1          | —    | 1       |
| Estland                | 1          | —    | 1       |
| Gabun                  | 1          | —    | 1       |
| Island                 | 1          | —    | 1       |
| Niederlande            | 1 (2)      | —    | 1 (2)   |
| Philippinen            | 1          | —    | 1       |
| Rumänien               | 1          | —    | 1       |
| Russland               | 1          | —    | 1       |
| Schweden               | 1 (3)      | —    | 1 (3)   |
| Südafrika              | 1          | —    | 1       |
| Südkorea               | 1          | —    | 1       |
| Türkei                 | 1          | —    | 1       |
| Summe                  | 216        | 12   | 228     |

Die unterschiedlichen Zahlen bei einzelnen Herkunftsländern rühren daher, dass mehrere Passagiere mehr als eine Staatsbürgerschaft besaßen und je nach Quelle unterschiedlichen Staaten zugeordnet werden.

## Piloten
Laut dem veröffentlichten Bericht der BEA war die Erfahrung der Piloten wie folgt:
|                                                  |                                                  |                                                  | Kapitän                                                                                                   | Erster Offizier (Kopilot) (links) | Erster Offizier (Kopilot) (rechts)                                                                     |
| ------------------------------------------------ | ------------------------------------------------ | ------------------------------------------------ | --- | --- | --- |
| Aufenthaltsort zum Zeitpunkt des Unfalls         | Aufenthaltsort zum Zeitpunkt des Unfalls         | Aufenthaltsort zum Zeitpunkt des Unfalls         | anfangs in Ruhepause                                                                                      | Pilot Not Flying (PNF) (überwachender Flugzeugführer), in der linken Position | Pilot Flying (PF) (steuernder Flugzeugführer), in der rechten Position und steuert das Flugzeug        |
| Nationalität                                     | Nationalität                                     | Nationalität                                     | Französisch                                                                                               | Französisch | Französisch                                                                                            |
| Name                                             | Name                                             | Name                                             | Marc Dubois                                                                                               | David Robert | Pierre Cedric Bonin                                                                                    |
| Geburtsdatum / Alter                             | Geburtsdatum / Alter                             | Geburtsdatum / Alter                             | 17. Februar 1951 (58 Jahre)                                                                               | 17. Juni 1971 (37 Jahre) | 5. Oktober 1976 (32 Jahre)                                                                             |
| Ärzt- liches Attest                              | Ausgestellt                                      | Ausgestellt                                      | 10. Oktober 2008                                                                                          | 11. Dezember 2008 | 24. Oktober 2008                                                                                       |
| Ärzt- liches Attest                              | Gültig bis                                       | Gültig bis                                       | 31. Oktober 2009                                                                                          | 31. Dezember 2009 | 31. Oktober 2009                                                                                       |
| Ärzt- liches Attest                              | Hinweise                                         | Hinweise                                         | | Obligatorische Verwendung von Korrekturgläsern | Obligatorische Verwendung von Korrekturgläsern                                                         |
| Jahr der                                         | Privatpilotenlizenz (PPL)                        | Privatpilotenlizenz (PPL)                        | 1974 | 1992 | 2000                                                                                                   |
| Jahr der                                         | Berufspilotenlizenz (CPL)                        | Berufspilotenlizenz (CPL)                        | 1977 | 1993 | 2001                                                                                                   |
| Jahr der                                         | Luftverkehrspilotenlizenz (ATPL)                 | Luftverkehrspilotenlizenz (ATPL)                 | 1992 | 1993 | 2007                                                                                                   |
| Jahr des Unternehmensbeitritts                   | Jahr des Unternehmensbeitritts                   | Jahr des Unternehmensbeitritts                   | Februar 1988 (mit Air Inter) April 1997 (Fusion Air Inter mit Air France)                                 | Juli 1998 | Oktober 2003                                                                                           |
| Jahr der Musterberechtigung für Airbus A330/A340 | Jahr der Musterberechtigung für Airbus A330/A340 | Jahr der Musterberechtigung für Airbus A330/A340 | Februar 2007                                                                                              | April 2002 | Juni 2008                                                                                              |
| Anzahl der Flugstunden                           | Anzahl der Flugstunden                           | gesamt                                           | 10.988 | 06.547 | 02.936                                                                                                 |
| Anzahl der Flugstunden                           | Anzahl der Flugstunden                           | auf Airbus A330/A340                             | 01.747 | 04.479 | 00.807                                                                                                 |
| Notizen                                          | Notizen                                          | Notizen                                          | Seit seinem Beitritt zur A330/A340-Abteilung im Februar 2007 hat er 16 Flüge nach Südamerika durchgeführt | Seit seinem Beitritt zur A330/A340-Abteilung im April 2002 hat er 39 Flüge nach Südamerika durchgeführt. Am 9. März 2009 flog er als PF (Pilot am Steuer) einen Flug von Paris nach Rio. | Seit seinem Beitritt zur A330/A340-Abteilung im Juni 2008 hat er 5 Flüge nach Südamerika durchgeführt. |

## Juristische Aufarbeitung
Am 12. März 2010 verurteilte ein Gericht in Rio de Janeiro die Air France zu einer ersten Entschädigungszahlung. Demnach muss das Unternehmen 840.000 Euro an Hinterbliebene eines Opfers in Brasilien, einer Staatsanwältin aus dem Bundesstaat Rio de Janeiro, zahlen.
Am 28. September 2010 entschied ein französisches Gericht, den Angehörigen einer Flugbegleiterin eine Entschädigung von 20.000 Euro zuzusprechen. Die Richter gingen davon aus, dass der Unfall auf Fahrlässigkeit zurückzuführen ist. Obwohl noch kein Abschlussbericht vorlag, erklärte das Gericht, der Geschwindigkeitsmesser der Maschine habe nicht zum ersten Mal versagt. Damit sei der Tatbestand der fahrlässigen Tötung erfüllt.
Anfang September 2019, mehr als zehn Jahre nach dem Unfall, verfügten französische Ermittlungsrichter eine Einstellung des Justizverfahrens gegen Air France und den Hersteller Airbus. Nach ihrer Sicht erkläre sich der Flugunfall „durch das beispiellose Zusammenkommen mehrerer Umstände“. Damit stellten sich die Richter gegen die Staatsanwaltschaft, die die Fluggesellschaft wegen fahrlässiger Tötung vor Gericht hatte bringen wollen. Die Ermittler hatten Air France u. a. vorgeworfen, die Piloten nicht ausreichend geschult zu haben. Eine Vereinigung von Angehörigen der Opfer gab an, man werde Beschwerde gegen die Anordnung der Ermittlungsrichter einlegen.
Am 12. Mai 2021 entschied ein Pariser Berufungsgericht, dass sich sowohl Airbus als auch Air France wegen konstruktiver Mängel und fehlerhafter Ausbildung der Piloten vor dem Strafgericht zu verantworten hätten. Der Vorwurf lautet „Fahrlässige Tötung“.
Am 17. April 2023 sprach eine Richterin Air France und Airbus jeweils von der Anklage fahrlässiger Tötung frei. Das Gericht habe „keinen sicheren Kausalzusammenhang“ zwischen möglichen Fehlern und dem Absturz feststellen können.

## Auswirkungen
Nach dem Unfall erhielt dieser Linienflug die neue Flugnummer AF 445, unter der er erstmals eine Woche nach dem Unfall, am Abend des 7. Juni 2009, in Rio startete. Der Flug wurde weiterhin mit Flugzeugen vom Typ A330-203 bedient.
Im Juli 2011 wurden zehn „Sicherheitsempfehlungen“ veröffentlicht: „Die erste empfiehlt den Regulierungsbehörden, den Inhalt der Ausbildungs- und Überprüfungsprogramme zu überarbeiten und insbesondere die Einführung spezifischer und regelmäßiger Übungen für die manuelle Steuerung eines beginnenden Strömungsabrisses und dessen Beendigung, einschließlich in hoher Flughöhe, vorzuschreiben.“

## Anhang

### Zwischenberichte nach dem Fund der Datenschreiber

#### Bericht vom 27. Mai 2011

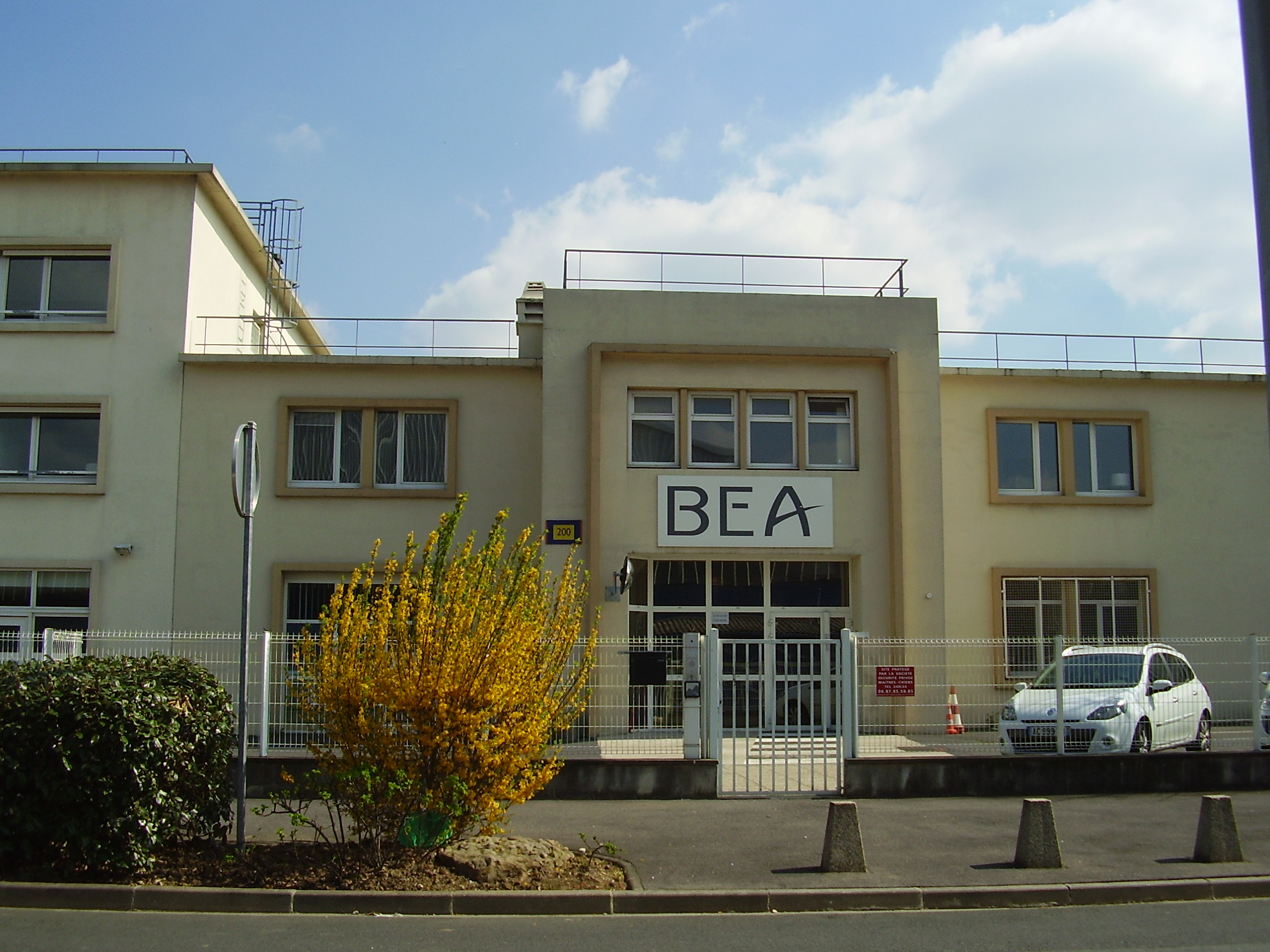
Hauptgebäude der BEA in Le Bourget

Am 27. Mai 2011 veröffentlichte die BEA einen vierseitigen Bericht über die ersten feststellbaren Fakten aus den Datenschreibern.
Aufgrund der Auswertbarkeit von Stimmenrekorder und Flugschreiber ging die BEA davon aus, dass die Unfallursache vollkommen aufgeklärt werden könne.
Der Bericht hält fest:
- Die Zusammensetzung der Besatzung entsprach den Verfahren des Betreibers.
- Zum Zeitpunkt des Vorfalls lagen das Gewicht und die Schwerpunktlage des Flugzeugs innerhalb der Betriebsgrenzen.
- Zum Zeitpunkt des Vorfalls befanden sich die beiden Kopiloten im Cockpit und der Flugkapitän in der Ruhepause; letzterer kam etwa 1 Minute 30 Sekunden nach Abschalten des Autopiloten bzw. 2 Minuten 50 Sekunden vor dem Aufprall des Flugzeugs auf das Wasser ins Cockpit zurück.
- Es kam zu einer Inkonsistenz (Widersprüchlichkeit) zwischen den auf der linken Seite angezeigten und auf dem Integrated Standby Instrument System (ISIS) angezeigten Geschwindigkeiten. (Die Anzeigen des rechten Displays werden nicht aufgezeichnet.) Diese Inkonsistenz dauerte etwas weniger als eine Minute. Sie führte zum Abschalten des Autopiloten. Kurz darauf merkte der Kopilot an, dass die Geschwindigkeitsanzeige verloren gegangen sei und die Flugsteuerung auf „Alternate Law“ umgeschaltet habe. In diesem Modus verhindert die Flugsteuerungssoftware nicht mehr alle Manöver, mit denen die Piloten das Flugzeug gegebenenfalls außerhalb der Flugbereichsgrenze bringen.[70]
- Nach dem Abschalten des Autopiloten stieg das Flugzeug vom ursprünglichen FL 350 (35.000 ft., circa 10.700 m) auf die Höhe von 38.000 ft. (circa 11.600 m), dann wurde der Überziehalarm (englisch: „stall warning“) ausgelöst, und das Flugzeug sackte ab.
- Die Steuereingaben des steuernden Piloten (PF=„Pilot Flying“) bestanden hauptsächlich in einem Hochziehen des Flugzeugs („Pitch-up“).
- Das trimmbare Höhenleitwerk (THS) wechselte innerhalb von einer Minute von 3 auf 13 Grad und blieb bis zum Ende des Fluges in dieser Position.
- Der Abstieg dauerte 3 Minuten und 30 Sekunden; das Flugzeug blieb während dieser Zeit im überzogenen Zustand (Strömungsabriss (englisch: „stall“)). Der Anstellwinkel erhöhte sich und blieb bei über 35 Grad.
- Die Triebwerke funktionierten und reagierten immer auf die Eingaben der Besatzung.
- Die letzten aufgezeichneten Werte zeigten einen Nickwinkel (Längsneigung) von 16,2 Grad, einen Rollwinkel (Querneigung) von 5,3 Grad nach links, eine Sinkrate von 10.912 ft/min (knapp 200 km/h) sowie eine Geschwindigkeit über Grund von nur 107 Knoten (ebenfalls knapp 200 km/h).
- Die Aufzeichnungen endeten um 02:14:28 Uhr UTC.
- Der Bericht umfasste eine Karte mit dem Weg des Fluges ab Natal, eine Detailansicht der Flugbahn für die letzten 6 Minuten und eine „3D-Ansicht der letzten 5 Minuten des Fluges“.
- Die Analyse der Brüche an der Kraftaufnahme des Ruders zeigte, dass mehr als 36 g auf diesen Teil des Flugzeugs eingewirkt hatten.[22]

#### Berichte vom 29. Juli 2011
Die „Sicherheitsermittlung“ teilt den Flug in drei Phasen ein:
1. vom Beginn der Aufzeichnung des Cockpit Voice Recorder bis zum Abschalten des Autopiloten
2. vom Abschalten des Autopiloten bis zum Auslösen der Überziehwarnung
3. vom Auslösen der Überziehwarnung bis zum Ende des Flugs

Im Gegensatz zum Bericht vom 27. Mai 2011, der nur den Ablauf beschrieb und zusammenfasste, werden in diesem Bericht auch Vorgänge beschrieben, die nicht stattgefunden haben und damit als Mängel zu verstehen sind:
- „Obwohl der Verlust der Geschwindigkeitsangaben festgestellt und verkündet worden war, hat keiner der beiden Kopiloten das Verfahren ‚Unreliable IAS‘ (Unzuverlässige Angezeigte Fluggeschwindigkeit) aufgerufen.“
- „Keiner der Piloten hat die Überziehsituation formell erkannt.“
- „Der Anstellwinkel des Flugzeugs wurde den Piloten nicht direkt angezeigt.“

Im Bericht wird keine andere Ursache als das Überziehen des Flugzeugs während der manuellen Steuerung und der daraus folgende Strömungsabriss für den schnellen Höhenverlust bis zum Aufschlagen auf dem Meer genannt. Ausdrücklich wird festgehalten, dass sich Flugzeug und Triebwerke korrekt gemäß den Steuereingaben der Piloten verhielten.
Es werden im Bericht ohne abschließende Bewertung deutlich mehr Piloten- als Flugzeugfehler aufgezählt. Teilweise werden Pilotenfehler sogar doppelt benannt: „Keiner der Piloten verwies auf die Überziehwarnung“ und direkt dahinter: „Keiner der Piloten hat die Überziehsituation formell erkannt.“ Die BEA verwies aber ausdrücklich auf die Vorläufigkeit auch dieses Berichts: „Die Untersuchung wird gegenwärtig fortgesetzt, um die Analyse zu vertiefen und alle Ursachen des Unfalls zu ermitteln. Diese werden im Abschlussbericht des BEA veröffentlicht.“

### Meldungen des automatischen Datenfunk-Systems ACARS
| Nummer                           | Zeit (Ereignis) | Zeit des Empfangs | ACARS-Code                              | Interpretation                                                                            |
| -------------------------------- | --------------- | ----------------- | --------------------------------------- | ----------------------------------------------------------------------------------------- |
| vor den eigentlichen Ereignissen | 22:45           | 22:45             | FAILURE LAV CONF                        | Fehlfunktion WC                                                                           |
| 01                               | 02:10           | 02:10:10          | WARNING AUTO FLT AP OFF                 | Warnung Autopilot aus                                                                     |
| 02                               | 02:10           | 02:10:16          | WARNING AUTO FLT                        | Warnung Autopilot                                                                         |
| 03                               | 02:10           | 02:10:23          | WARNING F/CTL ALTN LAW                  | Warnung Flugsteuerung Alternate Law                                                       |
| 04                               | 02:10           | 02:10:29          | WARNING FLAG ON CAPT PFD                | Warnzeichen auf dem PFD des Kapitäns (PFD = Primary flight display)                       |
| 05                               | 02:10           | 02:10:41          | WARNING FLAG ON F/O PFD                 | Warnzeichen auf dem PFD des ersten Offiziers                                              |
| 06                               | 02:10           | 02:10:47          | WARNING AUTO FLT A/THR OFF              | Warnung Autopilot Autothrust ausgeschaltet                                                |
| 07                               | 02:10           | 02:10:54          | WARNING NAV TCAS FAULT                  | Warnung Navigation TCAS-Fehler                                                            |
| 08                               | 02:10           | 02:11:00          | WARNING FLAG ON CAPT PFD                | Warnzeichen auf dem PFD des Kapitäns                                                      |
| 09                               | 02:10           | 02:11:15          | WARNING FLAG ON F/O PFD                 | Warnzeichen auf dem PFD des ersten Offiziers                                              |
| 10                               | 02:10           | 02:11:21          | WARNING F/CTL RUD TRV LIM FAULT         | Warnung Flugsteuerung Ruderausschlagbegrenzer-Fehler (rudder travel limiter fault)        |
| 11                               | 02:10           | 02:11:27          | WARNING MAINTENANCE STATUS EFCS2        | Warnung Wartungsstatus                                                                    |
| 12                               | 02:10           | 02:11:42          | WARNING MAINTENANCE STATUS EFCS1        | Warnung Wartungsstatus                                                                    |
| 13                               | 02:10           | 02:11:49          | FAILURE EFCS1; PROBE-PITOT 1X2/2X3/1X3  | Ausfall EFCS1 (Electronic Flight Control System 2) und temporärer Ausfall des Pitot-Rohrs |
| 14                               | 02:10           | 02:11:55          | FAILURE EFCS1 X2 (EFCS2X)               | Ausfall EFCS1 X2                                                                          |
| 15                               | 02:11           | 02:12:10          | WARNING FLAG ON CAPT PFD FPV            | Warnzeichen auf PFD des Kapitäns                                                          |
| 16                               | 02:11           | 02:12:16          | WARNING FLAG ON F/O PFD FPV             | Warnzeichen auf dem PFD des ersten Offiziers                                              |
| 17                               | 02:12           | 02:12:51          | WARNING NAV ADR DISAGREE                | Warnung Navigation ADR-Diskrepanz (zwischen den Air-Data-Reference-Systemen)              |
| 18                               | 02:11           | 02:13:08          | FAILURE ISIS 1                          | Fehler ISIS 1 (Integrated Standby Instrument)                                             |
| 19                               | 02:11           | 02:13:14          | FAILURE IR2 1,EFCS1X,IR1,IR3            | Fehler IR2 1, EFCS1X, IR1, IR3                                                            |
| 20                               | 02:13           | 02:13:45          | WARNING F/CTL PRIM 1 FAULT              | Warnung Fehler primäre Flugsteuerung                                                      |
| 21                               | 02:13           | 02:13:51          | WARNING F/CTL SEC 1 FAULT               | Warnung Fehler sekundäre Flugsteuerung                                                    |
| 22                               | 02:14           | 02:14:14          | WARNING MAINTENANCE STATUS              | Warnung – Wartungsstatus                                                                  |
| 23                               | 02:13           | 02:14:20          | FAILURE AFS                             | Ausfall AFS (Automatic Flight System)                                                     |
| 24                               | 02:14           | 02:14:26          | WARNING ADVISORY (CABIN VERTICAL SPEED) | Warnhinweis: Senkrechte Geschwindigkeit Kabine                                            |

## Vergleichbare Ereignisse
- Northwest-Airlines-Flug 6231 mit einer Boeing 727 am 1. Dezember 1974
- Alas-Nacionales-Flug 301 mit einer Boeing 757 der Birgenair am 6. Februar 1996
- Aeroperú-Flug 603 mit einer Boeing 757 am 2. Oktober 1996
- Austral-Líneas-Aéreas-Flug 2553 mit einer Douglas DC-9 am 10. Oktober 1997
- Air-Algérie-Flug 5017 mit einer McDonnell Douglas MD-83 am 24. Juli 2014
- Saratov-Airlines-Flug 703 mit einer Antonov An-148 am 11. Februar 2018

## Medien
In der kanadischen Fernsehsendung Mayday – Alarm im Cockpit wird in der Folge „Air France 447 verschollen“ (Staffel 12, Episode 13) eine Rekonstruktion des Unfalls gezeigt und der Ablauf der Sucharbeiten wiedergegeben.
In der US-amerikanischen Dokumentationsserie Mysteries of the Missing, deutsch Spurlos verschwunden – Ungelöste Mysterien, aus dem Jahr 2017 ist der Flugzeugabsturz in der Folge Horrorflug (Folge 8) Gegenstand der Sendung.

### Abschlussbericht
- Abschlussbericht, veröffentlicht am 27. Juli 2012[22]

1. ↑  
S. 31, „The last three checks […] were performed on F-GZCP on 27 December 2008, 21 February 2009 and 16 April 2009.“
2. 1 2  
S. 24, „1.5.1 Flight crew“
3. ↑  
S. 46, „Cumulonimbus clusters that are characteristic of this zone were present, with a significant spatial heterogeneity and lifespan of a few hours.“
4. ↑  
S. 198, „In less than one minute after autopilot disconnection, the aeroplane exited its flight envelope following inappropriate pilot inputs.“
5. ↑  
S. 1
6. ↑  
S. 200, „Temporary inconsistency between the airspeed measurements, likely following the obstruction of the Pitot probes by ice crystals that, in particular, caused the autopilot disconnection and the reconfiguration to alternate law;“
7. ↑  
S. 172, „When the autopilot disconnected, the roll angle increased in two seconds from 0 to +8.4 degrees without any inputs on the sidesticks.“
8. ↑  
S. 173

### Weitere Einzelnachweise
1. ↑  Air France F-GZCP. AirFleets.net, 1. Juni 2009, abgerufen am 1. Juni 2009 (englisch).
2. ↑  
Accidents + Incidents 2006. (Txt) Jet Airliner Crashes Evaluation Centre, archiviert vom Original (nicht mehr online verfügbar) am 20. Februar 2007; abgerufen am 30. Mai 2021 (englisch).
3. ↑  Eric Marsden: Air France flight 447, Risk-engineering.org, 24. August 2017
4. ↑  http://peterklant.de/wp-content/uploads/2019/05/PF-2019-03-A380-Flightcontrol-System.pdf
5. ↑  
David Kaminski-Morrow: Stalled AF447 did not switch to abnormal attitude law. In: FlightGlobal. DVV Media International Limited, 1. Juni 2011, archiviert vom Original (nicht mehr online verfügbar) am 23. Januar 2020; abgerufen am 30. Mai 2021 (englisch).
6. ↑  
Safety Investigation Following the Accident on 1ST June 2009 to the Airbus A300-203, Flight AF 447. (PDF; 294 kB) bea.aero, 5. Juli 2012, abgerufen am 23. Februar 2013 (englisch).
7. ↑  Weathergraphics.com AF447
8. ↑  Crash: Air France A332 over Atlantic on Jun 1st 2009, aircraft entered high altitude stall and impacted ocean. The Aviation Herald, abgerufen am 18. Juni 2009 (englisch).
9. ↑  Aeronáutica 3 – Relatório das buscas do vôo 447 da Air France. In: defesa.gov.br. Archiviert vom Original am 20. September 2009; abgerufen am 18. Juni 2009 (portugiesisch).
10. ↑  Vermisste Air France-Maschine: Brasilianische Luftwaffe entdeckt Wrackteile im Atlantik – Katastrophen – Gesellschaft – FAZ.NET. www.faz.net, abgerufen am 2. Juni 2009.
11. ↑  
Marinha apoia buscas ao avião da Air France desaparecido. In: Notas à Imprensa. Marinha do Brasil, 8. Juni 2009, archiviert vom Original (nicht mehr online verfügbar) am 27. September 2011; abgerufen am 28. Juni 2018 (portugiesisch, Chronologische Zusammenstellung der brasilianischen Marine zur Suche vom 1. Juni 2009 bis zum 8. Juni 2009 mit Fotos).
12. ↑  Atom-U-Boot sucht Flugschreiber des Unfall-Airbus www.spiegel.de. Abgerufen am 10. Juni 2009.
13. ↑  Search begins off Brazil’s coast for ‘disappeared’ Air France flight. csmonitor.com, 1. Juni 2009, abgerufen am 1. Juni 2009 (englisch).
14. ↑  More bodies found from Air France crash. cnn.com, 8. Juni 2009, abgerufen am 8. Juni 2009 (englisch).
15. ↑  Die schwierige Suche nach den Flugschreibern (Memento vom 9. Mai 2010 im Internet Archive)
16. ↑  Präsentation Sea Search Operations Flight AF447 A330-203 F-GZCP der BEA. (PDF; 1,3 MB) Abgerufen am 10. September 2010.
17. ↑  Nach Air-France-Absturz über dem Atlantik | Leichen und Wrackteile gefunden (Memento vom 7. Juni 2009 im Internet Archive)
18. ↑  Mitteilung LES RECHERCHES EN MER der BEA (PDF; 28 kB) vom 2. Juli betreffend der Suche
19. ↑  RP Online: Spezialschiffe stellen Suche nach Black Box ein (Memento vom 12. Juli 2009 im Internet Archive)
20. ↑  Third search for Air France flight 447 black boxes delayed. Airfrance447.com, 11. März 2010, archiviert vom Original am 5. Februar 2013; abgerufen am 13. März 2010 (englisch).
21. ↑  Frankreich will Suche nach Flugschreibern verlängern Focus Online, 28. April 2010
22. 1 2 3 4 5  
Final Report. (PDF) In: Safety Investigations. Bureau d’Enquêtes et d’Analyses pour la sécurité de l’aviation civile, 27. Juli 2012, abgerufen am 7. Oktober 2023 (englisch, Abschlussbericht, 223 Seiten).
23. ↑  Search for Air France Flight 447 Begun sciencedaily.com, 26. März 2010
24. ↑  Absturz-Stelle von Air-France-Maschine näher eingegrenzt. Die Zeit Online, 6. Mai 2010, abgerufen am 6. Mai 2010.
25. ↑  
lesechos.fr – Vol-Rio Paris: les recherches de l'épave vont reprendre (Memento vom 12. Mai 2011 im Internet Archive)
26. ↑  spiegel.de – Tauchroboter suchen erneut nach Wrack
27. ↑  Flight 447's Wreckage Found. Occupational Health & Safety, 4. April 2010, abgerufen am 4. April 2010 (englisch).
28. ↑  Specifications REMUS 6000 – Autonomous underwater vehicle, Kongsberg Maritime.
29. ↑  Neue Suche nach abgestürztem Air France Airbus. Autonome Tauchfahrzeuge sollen Wrack des 2009 abgestürzten Flugzeugs finden
30. ↑  The hunt for Flight 447. Kongsberg.com, Juni 2011, archiviert vom Original am 23. Dezember 2019; abgerufen am 23. Dezember 2019 (englisch).
31. ↑  WHOI-led Team Locates Air France Wreckage, Woods Hole Oceanographic Institution (WHOI), 4. April 2011.
32. ↑  AF 447: des débris de l'avion localisés en mer
33. ↑  Todesflug AF 447: Wrack von Air-France-Maschine im Atlantik geortet
34. ↑  Tauchroboter ortet Heckteile der Unglücksmaschine
35. ↑  
Information. (PDF) In: Safety Investigations. Bureau d’Enquêtes et d’Analyses pour la sécurité de l’aviation civile, 29. April 2011, archiviert vom Original (nicht mehr online verfügbar) am 10. Juni 2012; abgerufen am 29. Juni 2018 (englisch): „No lifting operations have yet been undertaken as priority has been given to the search for the flight recorders.“
36. ↑  Mitteilung der BEA zum geborgenen Flugschreiber (Flug-Daten-Recorder; FDR) (Memento vom 13. Juni 2012 im Internet Archive) vom 1. Mai 2011
37. ↑  Mitteilung der BEA zum geborgenen Stimmenrekorder (Cockpit Voice Recorder; CVR) (Memento vom 31. Mai 2011 im Internet Archive) vom 3. Mai 2011
38. ↑  
7 June 2011 briefing. (PDF) In: Safety Investigations. Bureau d’Enquêtes et d’Analyses pour la sécurité de l’aviation civile, 7. Juni 2011, archiviert vom Original (nicht mehr online verfügbar) am 7. Juni 2012; abgerufen am 2. Juli 2018 (englisch).
39. ↑  
Interim report. (PDF) In: Safety Investigations. Bureau d’Enquêtes et d’Analyses pour la sécurité de l’aviation civile, Juli 2009, archiviert vom Original (nicht mehr online verfügbar) am 20. November 2018; abgerufen am 28. Juni 2018 (englisch, Erster Zwischenbericht, 128 Seiten).
40. ↑  www.bea.aero cp090601e2.en (PDF; 9,4 MB) Zweiter Zwischenbericht, englische Übersetzung
41. ↑  Offizielles Transscript des Cockpit Voice Recorders (französisch)
42. ↑  Jean Pierre Otelli, Erreurs de pilotage, Altipresse, 2011
43. ↑  Chesley Sullenbergers Analyse des Unfallgeschehens Air France 447: Final report on what brought airliner down. In: YouTube (Video, englisch)
44. ↑  https://www.vanityfair.com/news/business/2014/10/air-france-flight-447-crash
45. ↑  Flugzeugkatastrophen Rio Paris Todesflug AF447. Abgerufen am 15. Oktober 2023 (deutsch).
46. ↑  Vollständige Liste der Nationen unter Pressemitteilung Nr. 5 von Air France. 1. Juni 2009, abgerufen am 23. August 2012 (englisch, unbekannte Sprache, portugiesisch).
47. ↑  Passagiere aus 32 Nationen an Bord. Hamburger Abendblatt, 2. Juni 2009, abgerufen am 2. Juni 2009 (deutsch).
48. ↑  Zahl der deutschen Opfer erhöht sich von 26 auf 28 SZ, 4. Juni 2009
49. ↑  
Daten über die Fluggesellschaft Air-France-Flug 447  im Aviation Safety Network (englisch)
50. ↑  Brasilien stoppt Bergungsarbeiten auf hoher See Spiegel Online, 27. Juni 2009
51. ↑  www.spiegel.de
52. 1 2  rtvutrecht.nl Zeisterse in verdwenen Air France vlucht
53. ↑  En el avión desaparecido de Air France iba una azafata argentina (Memento vom 11. Juni 2009 im Internet Archive)
54. ↑  Flygplan försvann över Atlanten (Memento vom 27. März 2010 im Internet Archive)
55. ↑  Fatma Ceren Necipoğlu, 37, Turkey – Harpist, Academic (Memento vom 19. Juli 2010 im Internet Archive)
56. ↑  Lista de pasajeros (Memento vom 22. Juli 2010 im Internet Archive)
57. ↑  Letzte Worte von Flug AF447.
58. ↑  Capt Marc Yves Gérald Dubois 1951 – 2009 • Cimetière de Saulx-Marchais. Abgerufen am 27. Februar 2025.
59. ↑  David Guy Bruno Robert 1971 – 2009 • Cimetière du Père Lachaise. Abgerufen am 27. Februar 2025.
60. ↑  Pierre-Cédric Bonin 1976 – 2009 • Cimetière de L'herbe. Abgerufen am 27. Februar 2025.
61. ↑  Erstes Entschädigungsurteil in Brasilien Frankfurter Allgemeine Zeitung, 12. März 2010
62. ↑  Entschädigungsurteil in Frankreich NZZ, 29. September 2010
63. ↑  Ermittlungsrichter stellen Verfahren wegen Air France-Absturz mit 228 Toten ein. In: nzz.ch, 5. September 2019 (abgerufen am 5. September 2019).
64. ↑  Vorwurf der fahrlässigen Tötung. NZZ, abgerufen am 12. Mai 2021.
65. ↑  14 Jahre nach Absturz: Freispruch für Air France, Airbus orf.at, 17. April 2023, abgerufen am 17. April 2023.
66. ↑  Buchungsabfrage auf airfrance.de und flightradar24.com, November 2013.
67. ↑  Neue Sicherheitsempfehlungen. (PDF; 68 kB) BEA, 29. Juli 2011, S. 1, abgerufen am 30. Juli 2011 (Dokument ohne Datum und ohne ausdrücklichen Bezug auf den Flug 447): „Die Analyse des Flugablaufs anhand der Auswertung der Flugschreiber hat es ermöglicht, zehn neue Sicherheitsempfehlungen zu formulieren.“
68. ↑  www.bea.aero point.enquete.af447.27mai2011.fr (PDF; 1,5 MB) Bericht vom 27. Mai 2011, französisches Original
69. ↑  www.bea.aero point.enquete.af447.27mai2011.de (PDF; 1,1 MB) Bericht vom 27. Mai 2011, deutsche Übersetzung
70. ↑  Fly by wire explained by an Airbus pilot. In: plasticpilot.net
71. 1 2 3  Sicherheitsermittlung über den Flugunfall des Airbus A330-203, Flug AF 447, vom 1. Juni 2009. (PDF; 98 kB) BEA, 29. Juli 2011, S. 4, abgerufen am 30. Juli 2011.
72. ↑  
Air France Flight 447: Unofficial ACARS. flight.org, 7. Juni 2009, archiviert vom Original (nicht mehr online verfügbar) am 25. Juni 2009; abgerufen am 28. Juni 2018 (englisch): „It has to be stressed that the data is very unofficial so shouldn’t be relied upon as correct, legitimate or correct.“
73. ↑  AF447 – Interpretazione dei 24 messaggi ACARS. In: wordpress.com (ital.)

Koordinaten: 3° 3′ 57″ N, 30° 33′ 42″ W